# Itame fulva
Itame fulva là một loài bướm đêm trong họ Geometridae.